# Kalotermes
Genre
Synonymes
- Calotermes Hagen, 1858
- Proglyptotermes Emerson in Kirby, 1949

Kalotermes est un genre de « termites de bois sec » de la famille des Kalotermitidae, l'une des familles de termites les plus primitives.

## Liste d'espèces
- Kalotermes aemulus Sewell & Gay, 1978
- Kalotermes atratus (Hill, 1933)
- Kalotermes banksiae (Hill, 1942)
- Kalotermes convexus (Walker, 1853)
- Kalotermes flavicollis (Fabricius, 1793)
- Kalotermes hermsi Kirby, 1926
- Kalotermes hilli Emerson in Snyder, 1949
- Kalotermes jepsoni Kemner, 1932
- Kalotermes pallidinotum (Hill, 1942)
- Kalotermes rufinotum (Hill, 1925)
- Kalotermes serrulatus Gay, 1977

## Espèces fossiles
Selon Paleobiology Database, en 2022, les espèces fossiles sont au nombre de sept :
- †Kalotermes disruptus Cockerell, 1917
- †Kalotermes fossus Zhang et al., 1994
- †Kalotermes nigellus Zhang et al., 1994
- †Kalotermes nisus Zhang et al., 1994
- †Kalotermes oeningensis von Rosen, 1913
- †Kalotermes piacentinii Piton & Théobald, 1937
- †Kalotermes rhenanus Hagen, 1863 [1]